# Tesoro degli Acanti
Il Tesoro degli Acanti a Delfi fu costruito dai cittadini di Acanto sulla penisola Calcidica in commemorazione della loro vittoria congiunta con i Lacedemoni contro gli Ateniesi.

## Descrizione
Nel 424 a.C., nel corso della Guerra del Peloponneso, il generale spartano Brasida riuscì a persuadere Acanto, alleata di Atene nella penisola calcidica, ad abbandonare la loro alleanza. Quindi, gli acantiani si schierarono con i lacedemoni e combatterono contro Atene. Dal bottino delle battaglie, compresa la battaglia di Lincestide, costruirono un tesoro nel santuario di Apollo a Delfi, per commemorare la vittoria congiunta. Plutarco nella sua Vita di Lisandro menziona l'iscrizione dedicatoria: Brasida e gli Acantiani degli Ateniesi. La commemorazione del nome di Brasida avrebbe costituito un onore insolitamente grande, se fosse stata scritta mentre era ancora in vita. Nel periodo classico, non era una pratica comune scrivere i nomi di capi o individui su tali dediche, specialmente se quest'ultimo costituiva un'offerta collettiva di un'intera "polis" al dio. È stato quindi suggerito che il Tesoro degli Acanti sia stato costruito dopo la morte di Brasida nel 422 a.C. Tuttavia, ci sono anche punti di vista opposti, suggerendo che il nome indica che Brasida fosse ancora vivo quando l'edificio venne eretto.
Plutarco afferma che la statua che si trovava all'interno del Tesoro apparteneva a Lisandro, nonostante il fatto che molti credessero che raffigurasse Brasida. Pausania menziona anche che al tesoro degli Acanti c'era una trireme crisoelefantina, donata da Ciro il Giovane. Dietro il tesoro degli Acanti in epoca romana, una porta si apriva verso il distretto sacro, conducendo alla cosiddetta "Casa del Peristilio", risalente al I secolo d.C.